# محمد بن احمد شروانشاه
```
محمد بن احمد شروانشاه
 از جمله حاکمان عرب 
شروان
 [ناحیه در قفقاز] و حوالی ان بود. این سلسله پادشاهی محلی در اوایل حکومت 
عباسیان
 تشکیل و در سال ۹۷۱ خورشیدی به دست شاه 
تهماسب یکم
 نابود شدند و از اواخر سده دوم تا اوایل سده دهم خورشیدی حکومت کردند. 
محمد بن احمد
 در سال ۳۷۰ تا ۳۸۱ به حکومت در شروان رسید و در همان اوایل حکومتش بر 
بردعه
 تسلط یافت. وی سیاست توسعه طلبی را دنبال می‌کرد. همزمان با مسائل و اغتشاش‌هایی که در حکومت باب بر ضد میمون بن احمد در آن جا رخ داد با تشویق خطیب ماجراجوی گیلانی به نام 
محمد التوزی
 احمد دعوت شد و حکومت را در دست گرفت. وی شهر قبله را از تصرف عبد البرین عنبسه فرمانروای ان خارج کرد و به آسانی وارد باب شد اما در مدت کوتاهی بعد از ورودش به ضرب تبرزین یکی از غلامان میمون زخمی شد و به شروان بازگشت. در این زمان میمون دوباره در باب مسلط شد و شروانشاه مجدداً از شهر رفت اما پادگانی را باقی گذاشت. در شروان با مرگ محمد بن احمد برادرش 
یزید
 به حکومت رسید.
[
۱
]
```